# مكدول أولاد دحو (ويزغت)
مكدول أولاد دحو هي إحدى مشيخات المملكة المغربية، تتبع جغرافيا لإقليم بولمان وإداريًا لويزغت. يقدر عدد سكانها بـ 1964 نسمة حسب الإحصاء الرسمي للسكان والسكنى لسنة 2004.